# Torreana
Torreana is een geslacht van hooiwagens uit de familie Agoristenidae.
De wetenschappelijke naam Torreana is voor het eerst geldig gepubliceerd door Avram in 1977. 

## Soorten
Torreana omvat de volgende 2 soorten:
- Torreana poeyi
- Torreana spinata